# Chapelle Saint-Michel de Saint-Avé
La chapelle Saint-Michel est située  au lieu-dit Saint-Michel, à Saint-Avé dans le Morbihan.

## Historique
La chapelle Saint-Michel a été construite en 1524, par le recteur Pierre de Chohan.
Cette chapelle fait l’objet d’une inscription au titre des monuments historiques depuis le 13 février 1929.